# Wolfgang de Hohenlohe-Neuenstein
Pour les articles homonymes, voir Maison de Hohenlohe.
Wolfgang-Julius de Hohenlohe-Neuenstein, né le 3 août 1622 à Neuenstein et mort le 26 décembre 1698 à Francfort-sur-le-Main, est le dernier comte de Hohenlohe-Neuenstein, lignée protestante des Hohenlohe.

## Biographie
Wolfgang de Hohenlohe-Neuenstein est le fils du comte Charles VII de Hohenlohe-Neuenstein (1582-1641) et de Sophie de Deux-Ponts-Birkenfeld (1593-1676).
La famille Hohenlohe-Neuenstein fuit le château de Neuenstein pendant la guerre de Trente Ans et se réfugie à Ohrdruf. Wolfgang est blessé d'une balle au visage à l'âge de quinze ans, en 1637, mais cela ne fait que renforcer sa volonté de vivre et de combattre. Il fait un voyage de formation, son Tour du Chevalier en France en 1643, puis entre au régiment du maréchal de France, l'Allemand Josias Rantzau. Cependant, Hohenlohe est plongé dans des intrigues, ce qui lui vaut six mois aux arrêts.
Il retourne en Allemagne en 1657 et devient lieutenant-général des troupes de la ligue du Rhin alliée à la France, mais qui doit aussi lutter contre les Ottomans. Il est envoyé en Styrie pour arrêter la progression des Turcs dans les Balkans. Il combat en Croatie et dans le royaume de Hongrie. Le comte participe à la bataille victorieuse de Mogersdorf et est donc nommé Feldmarschall. Il retourne au pays avec seulement 800 hommes sur les 6 500 au départ...
Il acquiert alors le fief de Wilhermsdorf en plus de ses possessions et se marie, le 25 août 1666, à l'âge avancé pour l'époque de quarante-quatre ans, avec  Sophie-Éléonore de Holstein-Sonderburg-Plön (1644-1688). Devenu veuf, il épouse le 4 septembre 1689 (à 67 ans) à Wilhermsdorf la comtesse Barbara-Françoise de Welz-Wilmersdorf. Sans enfant, ses biens passent à la branche des Hohenlohe-Öhringen, issue de son frère puîné, Jean-Frédéric de Hohenlohe-Öhringen.